# サンダーブラスター
『サンダーブラスター』（THUNDER BLASTER）とは、1991年にアイレムより発売されたアーケード用縦スクロールシューティングゲーム。海外版のタイトルは『LETHAL THUNDER』。

## 概要
全7面。2人同時プレイ可能。ショットボタンの連射（連打）によるパワーアップ・ボーナスアップシステムと、自機後方に浮遊しているユニットによる「サンダーボール」（ボンバー）が本作の特徴で、連射速度が速ければ速いほどゲームを有利に進めていくことができる。

## 操作方法
8方向レバーと2ボタン（ショット、サンダーボール）で自機を操作する。1人プレイ時はミスをすると一定区間まで戻される戻り復活で、2人プレイ及び海外版はその場復活となる。

## 連射システム
画面左端（2Pは右端）に表示されている縦長のゲージ（連射ゲージ）は、ショットボタンを連打することで上昇し、連打をやめると下降する。連打速度が速いほどゲージの上昇値は向上する。
連射ゲージは一定の位置ごとに黄色のマークで区切られており、合計で6段階の区域に分けられている。ゲージの点灯範囲が上の段階であればあるほど、自機の攻撃力がアップするほか、サンダーボールの有効範囲が広がる。さらに敵機を破壊した際の連射ゲージの状態が記憶蓄積され、上の段階であればあるほどステージクリア時にボーナス得点が加算される。

### サンダーボール
連射ゲージが3段階目以上に突入するとゲージの色が赤くなり、自機後方に浮遊しているユニットにエネルギーが充填される。ユニットにエネルギーが充填されている間であれば「サンダーボール」を発動することができる。サンダーボールを発動するとユニットは自機前方へと飛ばされ、敵機に接触するか、一定の距離まで進んだのち、円形状にエネルギーを拡散させ、巻き込んだ敵機にダメージを与え、敵弾をも相殺する。
サンダーボールの有効範囲は、連射ゲージの段階に影響され、上の段階であればあるほど有効範囲が拡大する。なお、サンダーボール展開中は、どれだけ連射しても自機のメインショットの攻撃力は最低段階に固定される。
サンダーボールが終了すると、ユニットは再び自機の後方まで戻ってくる。これ以降は再び連射することで連射ゲージを充填させることができ、ユニットにもエネルギーが充填され、再びサンダーボールを撃つことができるようになる。

## アイテムと装備
本作に登場するアイテムは全て自機のメインウェポンを切り替えるものである。連射によりパワーアップするゲームシステムなので、アイテムを取得しても自機はパワーアップすることはない。武器名右の括弧内は、アイテムの色を指す。
- バルカン（緑）
初期装備。自機前方に扇状に弾を撃ち出し、一定の距離を進んだのち全弾が前方へと進行方向を変えて突き進む。連射ゲージが高いほど、弾のサイズが拡大し、弾数も増え（最大で6発同時発射）、攻撃判定も広がる。連射性能に優れた装備。
- レーザー（青）
自機前方にレーザービームを発射する。連射ゲージが高いほどレーザーが太くなり、レーザーの射出本数も増える（最大で5本同時発射）。自機中心部以外から発射されたレーザーは、一定距離を進んだのち、外側方向に直角に折れ曲がる。威力はそれほど高くはない。
- ボール（黄）
自機前方に球（ボール）状のショットを扇状に発射。連射ゲージが高いほど球のサイズが大きくなり、球の数も増える（最大で5発動時発射）。方向レバーを上に入れつつ発射すると球のサイズは小さくなるがショットの発射される範囲が拡大し、逆に下に入れつつ発射すると球のサイズが大きくなり、前方へ集中的にショットを発射するようになる。
- ファイア（赤）
自機前方に高威力の火炎放射を行うと同時に、サインカーブを描きながら前方へ進む火球を飛ばす。火炎放射は先端まで切れ目がなく、敵機に対し集中的に連続ダメージを与えることができる。連射ゲージが高いほど火炎放射の長さが拡大する。